# Timbo
Timbo és una ciutat i sub-prefectura de la prefectura de Mamou a la regió de Mamou de Guinea. Està situada al Futa Djallon muntanyes de Guinea, i al nord-est de Mamou, en una part del país majoritàriament ocupat pels fulanis. És coneguda per la seva arquitectura vernacle, per les muntanyes locals i pels ximpanzés locals.

## Història

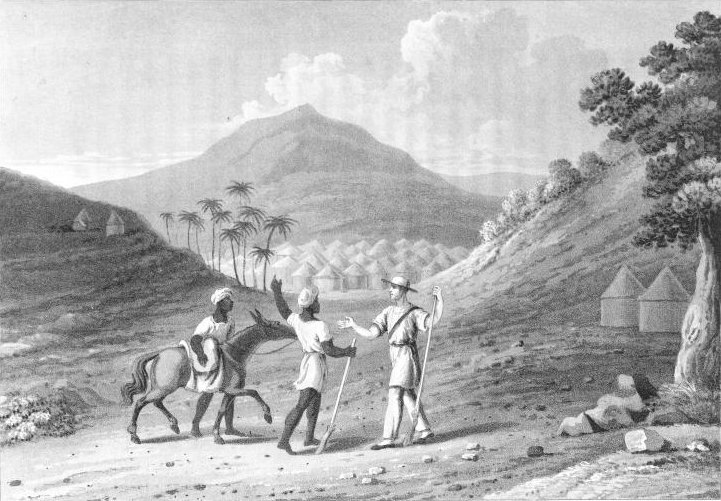
Timbo el 1818

Fou anteriorment un centre religiós important i és encara conegut per la seva mesquita del segle xviii.
Karamoko Alfa, que va dirigir la gihad fulani que va establir l'Imamat de Futa Djallon entre 1727 i 1751, fou el governant de Timbo, la qual esdevingué la capital del nou estat.
Uns anys després els dialonké pagans dirigits per Pouli Garmé, van reconquerir Timbo i Karamoko Alfa va morir (s'havia tornat boig) el 1751 i el va succeir Ibrahim Sori (Ibrahim el Matiner) conegut com a Maoudo (el Gran) que va fer campanyes contres els ouassoulonké i els soulima; segons la tradició va aniquilar a 174 reis (més probablement la majoria simples caps de poblet) entre els quals el senyor fulbe de Labé; va dominar la província manding de Niokolo (Alta Gàmbia) i va obligar el rei Maka de Boundou a convertir-se a l'islam (va agafr el títol d'almamy). El consell d'ancians es va preocupar d'aquestos èxits que podia suposar la seva pròpia eliminació i el president del consell, el Modi Maka, va proclamar almamy a Abdoulay Ba Demba, fill de Karamoko Alfa (iniciant així la branca alfaya d'almamys), en lloc de Ibrahim Sori; però davant els perills exteriors aquest darrer fou cridat altre cop al poder (representant a la branca Sorya); va retornar i va establir la seva capital (que abans era a Foukoumba) a Timbo (prop de la moderna Mamou) on va restar fins al final de l'estat. Ibrahim Sori Maoudo va morir el 1784.
A la mort de Ibrahim Sori Maoudo el 1784 es va acordar que el comandament el tindria cada dos anys un membre de cada branca, els sorya i els alfaya, però difícilment es va poder aplicar. El almamy més famós posterior fou Umar o Oumarou (períodes no seguits entre 1837 i 1872) que va derrotar a un rival de nom Ibrahim a Timbo, prop de Dinguiraye, seu d'al-Hadjdj Umar Tall (que a mitjan segle xix era una república independent amb un estatus religiós específic), i va enfrontar una revolta dels houbbou (que estimen l'enviat de Déu), confraria fundada pel Modi Mamadou Djoué i que predicava un islam intransigent; els rebels dominavem la Fitaba i es van apoderar de Timbo el 1859 però al cap de poc foren derrotats decisivament a les batalles de Kouni i Kousogoya, i Djoué va fugir a les muntanyes entre Bafing i Tinkisso va morir i el seu fill Mamadou Abal (el Salvatge) fou derrotat. Oumarou va morir a una campanya al Rio Grande el 1872. El 1872 va morir també l'almamy Sori Dara a mans de Mamadou Abal en una batalla a Boketo (a la regió de Fitaba).